# Gérard Banide
Pour les articles homonymes, voir Banide.
Gérard Banide est un ancien entraîneur de football français. Il est né le 12 juillet 1936 à Paris. Il est le père de Laurent Banide, qui a entraîné par deux fois l'AS Monaco, en 2006-2007, et 2011, et le grand-père de Benjamin Stambouli (fils d'Henri Stambouli) par sa fille.

## Parcours d'entraîneur
- ?-? : SSB La Grand'Combe
- 1973-1976 : INF Vichy
- 1976-1979 : centre de formation de l'AS Monaco
- 1979-1983 : AS Monaco
- 1983-1984 : FC Mulhouse
- mai 1986-juillet 1988 : Olympique de Marseille
- septembre 1988-août 1989 : RC Strasbourg
- 1992-février 1995 : centre de formation de l'AS Monaco
- février 1995-juin 1995 : AS Monaco
- juin 1995-juin 2002 : centre de formation de l'AS Monaco

## Palmarès d'entraîneur
- Champion de France de D1 en 1982
- Vainqueur de la Coupe de France en 1980
- Finaliste de la Coupe de France en 1987